# 玉马站
玉馬站（：／ Ongma yeok */?）曾为韩国铁路蓝浦线和玉西三角线上的一个车站，位于忠清南道保宁市目前已废止。

## 历史
- 1965年6月1日，落成使用[1]。
- 2009年12月28日，车站停用。